# Mike Smith (músico)
Mike Smith (nacido el 16 de julio de 1971 en Bronx, Nueva York) es un multiinstrumentista estadounidense, conocido por ser el antiguo batería de la banda neoyorquina de Death Metal técnico Suffocation. Tocó en su demo de 1990 Reincremated, el EP de 1991, Human Waste, su álbum debut de 1991 Effigy of the Forgotten, y su álbum de 1993 Breeding the Spawn. Luego se separó de la banda y posteriormente fue reemplazado por el batería Doug Bohn. Regresó cuando Suffocation se reformó en 2002 después de un paréntesis de cuatro años y tocó en su lanzamiento de 2004, Souls to Deny, su álbum homónimo de 2006, y Blood Oath de 2009. Smith dejó Suffocation por segunda vez en febrero de 2012.
Smith también prestó su batería a la canción "Dawn of a Golden Age" en Roadrunner United: The All Star Sessions, al rapero underground Necro para su álbum Death Rap y otras bandas. Smith tiene su propio proyecto de rap influenciado por terrorcore llamado Grimm Real.

## Técnica y Estilos
Muchos medios han calificado a Suffocation como unos de los precursores del Brutal Death Metal y Mike ha sido acreditado por dejar muchas bases en lo que al estilo de la batería de este subgénero se refiere. Su estilo es extremadamente riguroso y se basa más en el poder y rigidez que en la dinámica. Mike algunas veces también emplea una técnica que consiste en tocar los tambores y los platillos al mismo tiempo cambiando solamente con un ligero movimiento de la muñeca.
Siendo, quizás, una de sus más importantes innovaciones, Mike es uno de los primeros en utilizar la técnica del Blast Beat (doble bombo o pedal) conocida su técnica dentro del death metal neoyorquino como el "Smith Blast", ya que él toca los dos bombos a la par que los tambores y los platillos con una peculiar sincronización, opuesta a la del entonces batería de Napalm Death, Mick Harris, quien alternaba primero los tambores con los bombos y los platillos. La técnica de Smith es el sello distintivo de Suffocation dentro del death metal.

## Vida personal
Mike da clases de batería, graba sesiones de batería y practica motocross.